# 생식샘자극호르몬 분비호르몬
생식샘자극호르몬 방출호르몬(영어: gonadotropin-releasing hormone, GnRH))은 시상하부에서 방출되어 뇌하수체 전엽에서 생식샘 자극 호르몬을 분비하도록 유도함으로써 여성의 경우 여포 자극 호르몬(FSH)과 황체형성 호르몬(LH)의 방출을 유도하는 초기 방출호르몬(RH)이다. GnRH는 시상하부 내의 GnRH 뉴런에서 합성되고 방출되는 트로픽 호르몬인 펩타이드 호르몬이다. 이 펩타이드는 생식샘 자극 호르몬 방출 호르몬 계열에 속한다. 이것은 시상하부-뇌하수체-생식선 축의 초기 단계를 구성한다.

## 되먹임
|  |

시상하부-뇌하수체-생식선 축에서 생식샘자극호르몬 분비호르몬(GnRH)은 생식샘 자극 호르몬을 분비하게 하고 생식샘자극호르몬은 또다시 성 호르몬의 분비를 유도한다. 이어서 최종적으로 성 호르몬의 혈중농도는 시상하부와 뇌하수체 전엽에서의 방출호르몬의 억제를 조절하는 호르몬으로 작용할 수 있다.

## 같이 보기
- 시상하부 뇌하수체 부신 축